# Reinhold Messner
Reinhold Andreas Messner (pronunție în germană [ˈʁaɪ̯nhɔlt ˈmɛsnɐ]; n. 17 septembrie 1944, Brixen, Tirolul de Sud) este un montaniard, alpinist și explorator montan italian din regiunea Tirolul de Sud din Italia.
Messner este adesea considerat drept cel mai mare explorator și cățărător montan al tuturor timpurilor. Printre performanțele sale unice în ascensiune se numără și urcarea solitară a muntelui Everest fără mască de oxigen, respectiv urcarea, în premieră mondială, a tuturor celor 14 vârfuri de peste 8.000 de m altitudine deasupra nivelului mării, așa numitele opt-miari.
Messner a fost primul care să traverseze Antarctica și Groenlanda fără niciun ajutor extern, așa cum sunt snowmobile-le sau săniile trase de câini. De asemenea, a travesat Deșertul Gobi singur.
Messner a publicat mai mult de 80 de cărți despre experiențele sale de alpinist, montaniard și explorator. În 2018, a primit, împreună cu Krzysztof Wielicki premiul Prințesei de Asturia în categoria Sport.
Reinhold Messner s-a remarcat și ca om politic, fiind membru al Parlamentului European pentru perioada 1999 - 2004 din partea Italiei.

## Cele paisprezece vârfuri de peste 8.000 de metri
Aceasta este o listă a celor paisprezece opt-miari și a anilor în care Reinhold Messner i-a cucerit, stabilind un record mondial impresionant, atins doar de câțiva alpiniști din lume până azi.
De remarcat este faptul că Messner, un admirator și continuator al stilului alpin total promovat de austriacul Hermann Buhl, unul dintre cei mai remarcabil cățărători ai tuturor timpurilor, a aplicat aceste precepte în ascensiunile sale, deși la ascensiunea tragică din 1970 a vârfului Nanga Parbat și-a pierdut fratele Günther într-o avalanșă, iar el însuși, ca urmare a degerăturilor, a pierdut trei degete de la mâini și șapte de la picioare.
Conform lui Buhl, opinie îmbrățișată integral și de Messner, respectiv pusă în aplicare cu rigurozitate de ambii, munții trebuie urcați cu un echipament minim, ușor, ergonomic și confortabil și cu un minimum de ajutor extern, excluzând ca atare grupuri, oxigen suplimentar, expediții mari, tabere de bază, etc., pe care Messner le numea ca fiind "tactici de asalt".
De remarcat că Messner a urcat unii din cei paisprezece opt-miari chiar de două ori:
- 1970 - Nanga Parbat (8.125 m), împreună cu fratele său, Günther, care a decedat fiind surprins de o avalanșă
- 1972 - Manaslu (8.156 m)
- 1975 - Gasherbrum I (cunoscut și ca "Vârful ascuns") (8.068 m)
- 1977 - Dhaulagiri (8.167 m)
- 1978 - Muntele Everest (8.848 m) și Nanga Parbat (8.125 m), pentru a doua oară, împreună cu Peter Habeler - fără măști de oxigen, în premieră mondială
- 1979 - K2 (8.611 m)
- 1980 - Mount Everest (8.848 m), pentru a doua oară, - Primul cățărător din lume care a urcat vârful singur, fără mască de oxigen și în timpul sezonului musonului
- 1981 - Shishapangma (8.012 m)
- 1982 - Kangchenjunga (8.598 m), Gasherbrum II (8.035 m), Broad Peak (8.048 m), Cho Oyu (8.201 m - încercarea de ascensiune din timpul iernii a eșuat)
- 1983 - Cho Oyu (8.201 m)
- 1984 - Gasherbrum I (8.068 m) și Gasherbrum II (8.035 m), ambele pentru a doua oară - într-o singură ascensiune, fără a se întoarce între vârfuri la tabăra de bază
- 1985 - Annapurna (8.091 m) și Dhaulagiri (8.167 m)
- 1986 - Makalu (8.485 m) și
- 1986 - Lhotse (8.516 m)

## Un caz de excepție
Performanțele fizice uluitoare ale lui Reinhold Messner, demonstrând și capacități mentale și intelectuale de excepție, au schimbat pentru întotdeauna lumea alpinismului. În mod repetat, acolo unde specialiștii de cele mai diferite orientări, de la ascensioniști la medici și biologi, au exclamat „imposibil!,” Reinhold Messner a dovedit personal că ascensiunea este totuși posibilă.

## Interviuri
- Gaia Symphony Documentary series (Japanese production).
- Reinhold Messner Biography and Interview on American Academy of Achievement.